# Yesna Rijkhoff
Yesna Rijkhoff (Hoorn, 9 mei 1992) is een Nederlands voormalig baanwielrenster. Ze heeft deelgenomen aan de Wereldkampioenschappen baanwielrennen in 2015 waar ze vierentwintigste werd op de sprint.
| Jaar     | NK                            | EK         | WK         | Overig                                                                       |
| Junioren | Junioren                      | Junioren   | Junioren   | Junioren                                                                     |
| -------- | ----------------------------- | ---------- | ---------- | ---------------------------------------------------------------------------- |
| 2008     | sprint                        |            |            |                                                                              |
| Belofte  |                               |            |            |                                                                              |
| 2012     |                               | teamsprint |            |                                                                              |
| 2013     |                               | keirin     |            |                                                                              |
| 2014     |                               | teamsprint |            |                                                                              |
| Elite    |                               |            |            |                                                                              |
| 2012     | sprint                        |            |            | Wenen: 500m tijdrit                                                          |
| 2013     | sprint, 500m tijdrit          |            |            |                                                                              |
| 2014     | sprint, 500m tijdrit · keirin | 5e keirin  |            |                                                                              |
| 2015     |                               |            | 24e sprint | GP Colorado Springs: teamsprint US Grand Prix of Sprinting: sprint en keirin |